# Tamarix gallica
La tamerice comune (Tamarix gallica L.) è una pianta appartenente alla famiglia delle Tamaricaceae.
È la specie di Tamarix più diffusa in Italia come pianta ornamentale. È nota anche con i nomi volgari di cipressina, tamarisco, tamerisco e scopa marina.

## Descrizione
La tamerice comune è un arbusto o piccolo albero legnoso, raggiunge un'altezza di 5-6 (massimo 9-10) metri, semi-sempreverde; con il tronco  corto ed eretto, ma spesso incurvato, con la corteccia del fusto e dei rami di colore cinerino e con profonde incisioni; la chioma è di forma cespugliosa ed irregolare, di un bel colore verde-grigio glauco, con i rami lunghi sottili e flessibili; i germogli sono di colore bruno-violaceo, con foglie alterne piccolissime e squamiformi ad apice acuto, ovato-lanceolate, ricoprenti quasi totalmente i rami; i fiori, piccolissimi e numerosi, di colore biancastro o rosato, sono riuniti in spighe terminali, fioriscono nei mesi da maggio a luglio e sono molto frequentati dalle api per il generoso contributo di nettare e polline; i singoli fiori sono costituiti da una corolla di 5 petali giallini o rosati, con 5 stami sporgenti e un pistillo con ovario supero, sormontato da 3 stili filiformi; il frutto si presenta come una capsula ingrossata alla base e sottile all'apice, con base triangolare.

## Distribuzione e habitat
La tamerice comune cresce negli ambienti litoranei e sui greti dei torrenti, sempre in terreni sciolti, spesso sabbiosi. Sopporta anche la salsedine e vegeta anche in terreni salini, essendo tra le piante alofite.
È spontanea nelle zone costiere del mediterraneo occidentale, da 0 a 800 metri s.l.m..

## Usi
La tamerice comune in passato veniva utilizzata come foraggio essendo apprezzato il sapore salato dal bestiame. È usata come albero ornamentale in giardini, parchi, viali. inoltre è stata utilizzata per il rimboschimento di luoghi sabbiosi e salati, come barriera frangivento e per il consolidamento delle dune.

## Curiosità
Osservata sulle piante in riva al mare, è la "sudorazione" sotto forma di gocce di liquido chiaro ed estremamente salato, la quale durante il giorno ed in assenza di vento (che ne favorirebbe l'evaporazione) cade al suolo.